# برنار دیومد
برنار دیومد (به فرانسوی: Bernard Diomède) زادهٔ ۲۳ ژانویه ۱۹۷۴ بازیکن سابق تیم ملی فوتبال فرانسه بود که در پست مهاجم بازی می‌کرد.
وی برا
ی تیم‌های باشگاهی نظیر لیورپول، و اوسر نیز بازی کرد.